# Wikipedia in slovacco
La Wikipedia in slovacco (Slovenská Wikipédia), spesso abbreviata in sk.wikipedia o sk.wiki è l'edizione in lingua slovacca dell'enciclopedia online Wikipedia. Tale edizione ebbe inizio ufficialmente nell'estate 2004.

## Statistiche
La Wikipedia in slovacco ha 254 581 voci, 589 411 pagine, 265 591 utenti registrati di cui 481 attivi, 11 amministratori e una "profondità" (depth) di 24 (al 5 luglio 2025).
È la 46ª Wikipedia per numero di voci e, come "profondità", è la 49ª fra quelle con più di 100.000 voci (al 5 luglio 2025).

## Cronologia
- 28 giugno 2005 — supera le 10.000 voci
- 6 agosto 2006 — supera le 50.000 voci
- 27 ottobre 2008 — supera le 100.000 voci ed è la 23ª Wikipedia per numero di voci
- 25 marzo 2012 — supera le 150.000 voci ed è la 30ª Wikipedia per numero di voci
- 5 febbraio 2015 — supera le 200.000 voci ed è la 35ª Wikipedia per numero di voci